# Jeow bong
Jeow bong hoặc Jaew bong (tiếng Lào: ແຈ່ວບອງ, tiếng Thái: แจ่วบอง; RTGS: Chaeo Bong) còn gọi là tương ớt Luang Prabang, sốt ớt Lào là một loại tương ớt Lào ngọt và mặn có nguồn gốc từ Luang Prabang, Lào. Jeow bong được làm từ ớt khô, riềng, tỏi, nước mắm và các nguyên liệu khác thường thấy ở Lào. Tuy vậy, điểm khác biệt trong thành phần của món này là thêm thịt trâu nước hoặc da lợn thái nhỏ.
Sốt ớt Jeow bong thông thường dùng chấm xôi, các món luộc, đồ nướng và các món rau sống. Nó cũng là một loại gia vị cho món ăn vặt của Lào có tên là Kaipen (làm từ rêu đá). Jeow bong để được lâu, không dễ hư hỏng và có thể thơm hơn hoặc ngọt hơn, tùy thuộc vào người chế biến. Đặc trưng của món này vừa ngọt vừa cay.

## Hình ảnh

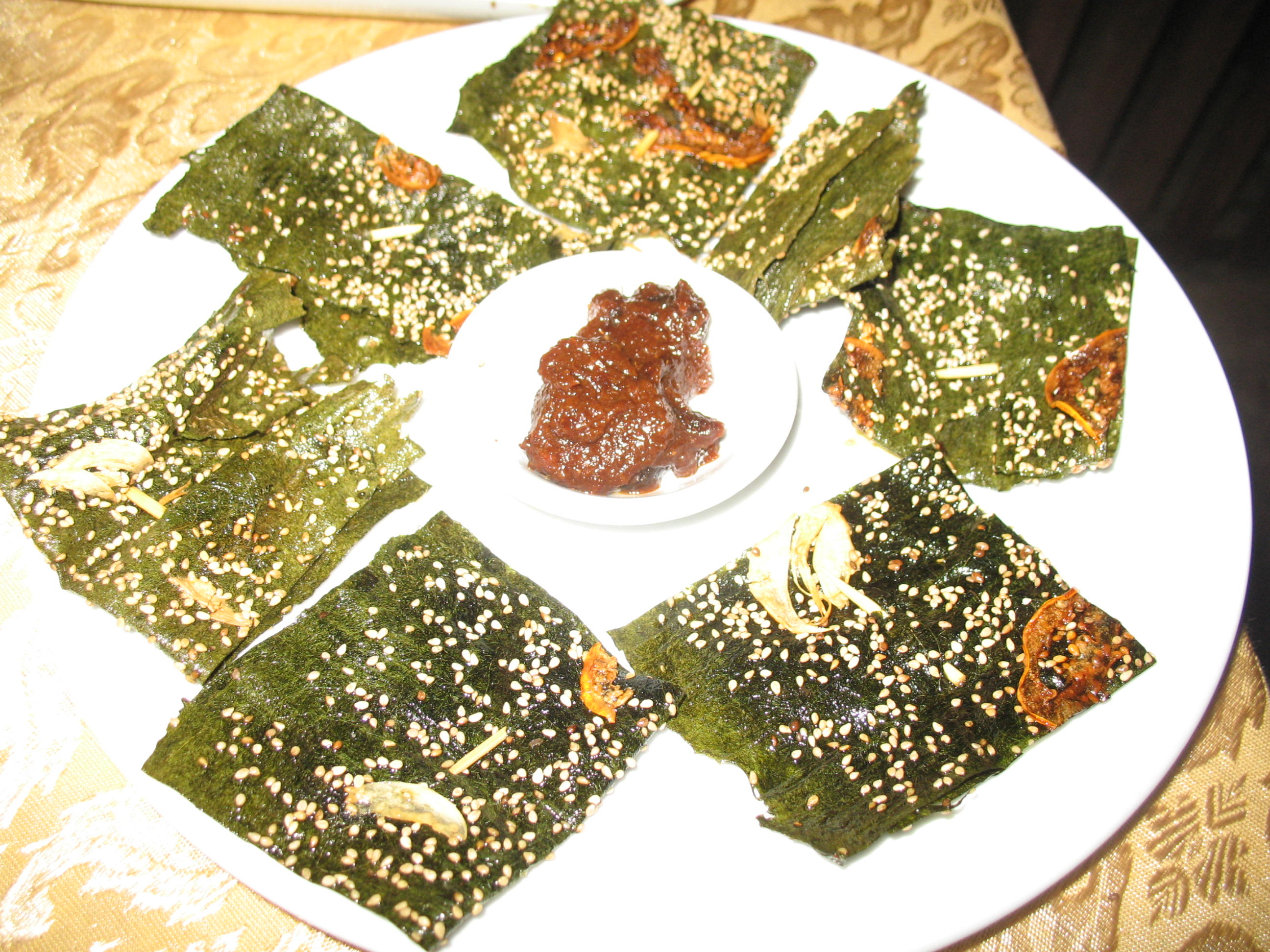
Jeow bong với Kaipen (sự kết hợp phổ biến của Lào)
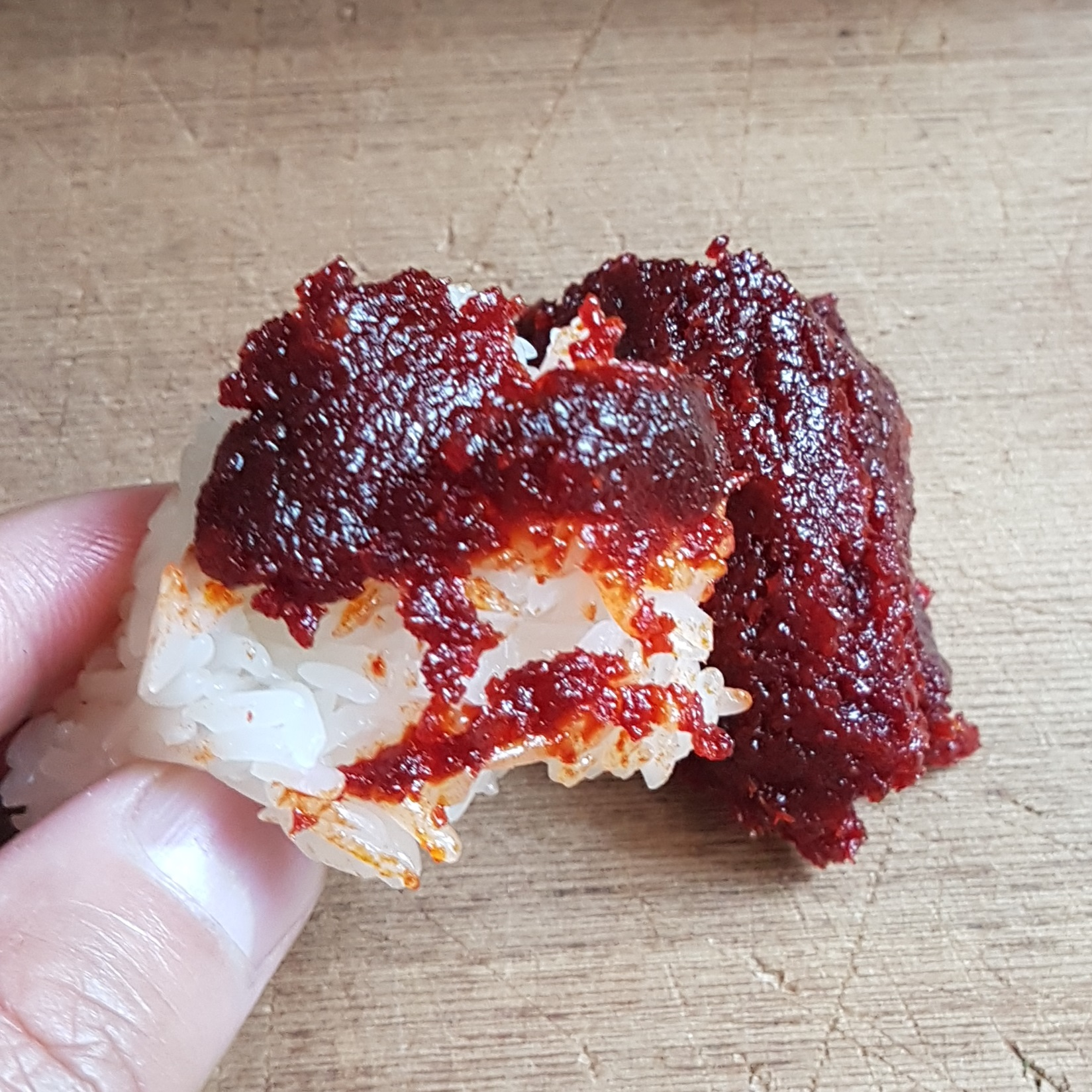
Một miếng xôi chấm đẫm sốt Jeow bong